# Alfons De Meester
Alfons De Meester (Brugge 29 mei 1877 - 18 september 1959) was een rooms-katholiek priester en historicus.

## Levensloop
Alfons De Meester was de zoon van een Brugse bankier. Hij werd in april 1900 in Leuven tot priester gewijd en promoveerde aan de Katholieke Universiteit Leuven in 1903, samen met zijn jaargenoot Paul Allossery, tot licentiaat in het kerkelijk recht. Onder zijn studiegenoten bevonden zich onder meer: Louis Colens, René Deschepper, Lodewijk De Wolf, Emiel Frutsaert, Achiel Logghe en Emiel Van Cappel, die later betekenisvolle activiteiten zouden ontplooien op verschillende domeinen, onder meer op het vlak van geschiedenis en geschiedschrijving.
Hij werd achtereenvolgens:
- professor kerkelijk recht, opvoedkunde en kerkzang aan het Grootseminarie in Brugge (1903-1923)
- voorstander der zaak (promotor causae) in de bisschoppelijke commissie die tot de erkenning van het mirakel De Rudder leidde[1]
- inspecteur van het Vrij middelbaar onderwijs (1913-1929)
- erekanunnik (1913)
- titulaire kanunnik (1922)
- rector van de basiliek van het H. Bloed (1923-1929)
- directeur van het Koninklijk Instituut Spermalie voor doofstommen en blinden, in Brugge (1929-1955)
- voorzitter van 'Licht en Liefde'

Alfons De Meester was bestuurslid van het Genootschap voor Geschiedenis te Brugge van 1904 tot 1925 en bibliothecaris van 1905 tot 1914. Zijn medewerking bestond voornamelijk uit boekbesprekingen en medewerking aan de jaarlijkse 'Boekenschouw'.
Hij schreef ook korte bijdragen in Biekorf en in het Spermalieklokje.
Een Archief van Alfons De Meester (BE/891627/ADM) wordt bewaard in het Bisschoppelijk Grootseminarie van Brugge.

## Publicaties
- Notice sur le canoniste Alger de Liège, Brugge, 1903
- Règles pratiques pour l'exécution du grégorien d'après l'édition vaticane, Roeselare, 1908
- Kerkzangboekje ten behoeve van de schoolkinderen en van het Christen volk, Doornik, 1910
- Juris canonici et juris canonico-civilis compendium, 4 delen, 1921-1928
- Kanunnik Carton, stichter van het Blinden- en Doveninstituut te Brugge, Brugge, 1941
- La sépulture et les fabriques d'églises en droit civil-ecclésiastique belge, Brugge, 1956
- De wonderbare genezing van Pieter De Rudder. Het kanoniek onderzoek 1907-1908, Oostakker, 1957 (258 blz.)
- De wonderbare genezing van Pieter De Rudder, in: Collationes Brugenses et Gandavenses, 1958, blz. 372-381
- Abdis Bernarde Veranneman-Triest. Het beheer van de goederen van Spermalie van 1663 tot 1672, in: Handelingen van het Genootschap voor Geschiedenis te Brugge, 1959, blz. 178-200